# Xian de Jiangkou
Le xian de Jiangkou (江口县 ; pinyin : Jiāngkǒu Xiàn) est un district administratif de la province du Guizhou en Chine. Il est placé sous la juridiction de la préfecture de Tongren.

## Démographie
La population du district était de 209 932 habitants en 1999.

## Histoire
La Grande famine provoquée par le Grand Bond en avant (1958-1961) a fait 40 000 morts dans le district, sur une population inférieure à 100 000 personnes.